# Эчепаре, Бернард
Бернард Эчепаре (баск. Bernart Etxepare; 1480, Бюсюнаритс-Сарраскет — 1545) — баскский поэт, католический священник. Автор первого литературного произведения на баскском языке — поэтического сборника Linguae vasconum primitiae (с лат. — «Первые плоды баскского языка»).

## Имя
Бернард Эчепаре записывал своё имя как Bernat Dechepare. В документе на испанском языке, датированном 1518 годом, он упоминается как Bernar de Chapare. В современном литературном стандарте баскского языка нормативным вариантом является Bernart Etxepare.

## Биография
Принято считать, что Эчепаре родился в Бюсюнаритс-Сарраскет около 1480 года. Служил священником в Сен-Жан-Пье-де-Пор, затем между 1516 и 1518 годами был направлен в Эйераларре (современное французское название — Сен-Мишель). Когда в 1516 году Генрих II Наваррский осадил Сен-Жан-Пье-де-Пор, Эчепаре был заключён в тюрьму в области Беарн. Причины его ареста неясны: возможно, он был обвинён в деятельности от лица короля Кастилии Фердинанда V, однако существует и точка зрения, что арест был обусловлен в большей степени вопросами морали, чем политики.

## Творчество
Сборник Linguae vasconum primitiae был написан на нижненаваррском диалекте и опубликован в Бордо в 1545 году. Он состоит из краткого предисловия и пятнадцати стихотворений. Первое стихотворение посвящено религии, следующие одиннадцать — романтической любви. Тринадцатое стихотворение автобиографично и рассказывает о пребывании Эчепаре в тюрьме, в последних двух восхваляется баскский язык. В самом названии, в предисловии и в заключительных стихах Эчепаре позиционирует себя как первого баскского писателя. Он призывает баскский язык «выйти на площадь, чтобы танцевать». 
Герб на титульном листе принадлежал принцу Людовику I де Бурбон-Конде.
Исследователи подчёркивают сходные черты творчества Эчепаре и Хуана Руиса. По словам Луиса Вилласанте, «тот, кто читает Эчепаре и знаком с другим великим деятелем средневековой кастильской литературы, знаменитым архипресвитером Итским, и его «Книгой благой любви», не может устоять перед идеей большого сходства или аналогии, существующей между ними. В своей книге архипресвитер Итский воспевает две любви: благую любовь, обращённую к Богу, но также и злую мирскую любовь, причём в очень свободной форме. Эчепаре делает то же самое». 
Пачи Альтуна высказывает предположение, что на творчество Эчепаре повлияла традиция баскской берчоларицы.
Сборник Linguae vasconum primitiae переведён на французский, испанский, английский, немецкий, итальянский, китайский, арабский, румынский, каталанский и галисийский языки, а также на язык кечуа.
Хосе де Аристимуньо Оласо, основатель журнала Yakintza, в статье «Поэт Хосе Мария де Агирре» (1933) написал: «Если бы нам нужно было выбрать деятелей возрождения баскского языка, ставших вехами в развитии баскской литературы, мы бы выбрали следующих: Бернарда де Эчепаре, Сабино де Арану-и-Гойри и Шабьера де Лисарди».  

## Память
Имя Эчепаре носит культурное объединение Etxepare Euskal Institutua (с баск. — «Баскский институт Эчепаре»), цель которого — распространение баскского языка и культуры в мире.
В 1960-е годы Шабьер Лете положил стихотворение Эчепаре Kontrapas на музыку, а в 1974 году эта песня вошла в альбом Xabier Lete. Альбом Mosen Bernat Etxepare 1545 группы Oskorri также состоит из песен на стихи Эчепаре. 